# Хазерих
Хазерих (нем. Haserich) — община в Германии, в земле Рейнланд-Пфальц.
Входит в состав района Кохем-Целль. Подчиняется управлению Целль (Мозель). Население составляет 223 человека (на 31 декабря 2010 года). Занимает площадь 4,45 км².

## Население
| Год  | Численность | Численность |
| ---- | ----------- | ----------- |
| 1975 | 211         | [ 4 ]       |
| 2017 | 200         | [ 1 ]       |
| 2019 | 208         | [ 5 ]       |
| 2021 | 207         | [ 6 ]       |
| 2022 | 206         | [ 7 ]       |
| 2023 | 211         | [ 2 ]       |